# Gąski (maják)
Maják Gąski (polsky: Latarnia Morska Gąski, anglicky: Gąski Lighthouse) stojí v Polsku na pobřeží Baltského moře ve vsi Gąski okres Koszalińský Západopomořanské vojvodství.
Nachází se mezi majáky Darłowo a Kolobřeh. Maják je kulturní památkou zapsanou v seznamu kulturních památek Západopomořanského vojvodství pod číslem A-363 z 14. srpna 2008.

## Historie
Maják byl postaven v letech 1876–1878. Materiál na stavbu byl přivážen loděmi a vykládán na speciální rampu, která vedla do moře. Na maják byla umístěna Fresnelova čočka 2. třídy s bílým světlem, zdrojem byl naftový plamen. Dosvit činil 18 námořních mil. Od roku 1927 zdrojem světla byla elektrická lampa a světlo bylo přerušované. K tomuto účelu bylo v lucerně instalováno hodinové zařízení se závažím, aby byl dodržen charakteristický interval zákmitu světa. Během druhé světové války byl maják poškozen a obnoven až v roce 1948 a hodinový mechanismus nahrazen elektromotorem. V roce 1996 byla provedena generální oprava. Opravy zdí majáku proběhly v letech 1933, 1960 a 1963. Maják s dvoupatrovým domem lampařů, stodolou, hospodářskou budovou a cihlové oplocení bylo v roce 2008 zapsáno do seznamu kulturních památek Polska.
Maják je ve správě Námořního úřadu (Urząd Morski) ve Slupsku. Maják je přístupný veřejnosti v letních měsících.
Maják je zobrazen na poštovní známce (katalogové číslo 4094) vydanou polskou poštou.

## Popis
Válcová věž, která ukončena korunní obloučkovou římsou, je postavena na osmiboké dvoupodlažní základně o průměru 11,3 m a s obloučkovou římsou. Maják je postaven z červených neomítaných cihel, ukončený ochozem s válcovou lucernou. Ve věži je žulové schodiště s 226 schody. Zdrojem světla je žárovka o výkonu 1500 W v cylindrické Fresnelově čočce, čočka mí průměr 1400 mm. V případě poruchy se automaticky rozsvítí záložní žárovka stejného výkonu. Dosvit je 23,5 námořních mil. Věž má červenou barvu a bílý ochoz s lucernou. Maják je ohrazen cihlovou zdí.

## Data
- výška světla byla 51,1 m n. m.[8]
- dva záblesky bílého světla v intervalu 15 sekund

označení:
- Admirality C2914
- NGA 6560
- ARLHS POL-004

## Turistika
V blízkosti majáku se nachází rozcestník turistických cest
- červená turistická značka Námořní cesta (Szlak Nadmorski)
- modrá cyklotrasa Szlak Rowerowy Pałacowy

## Galerie

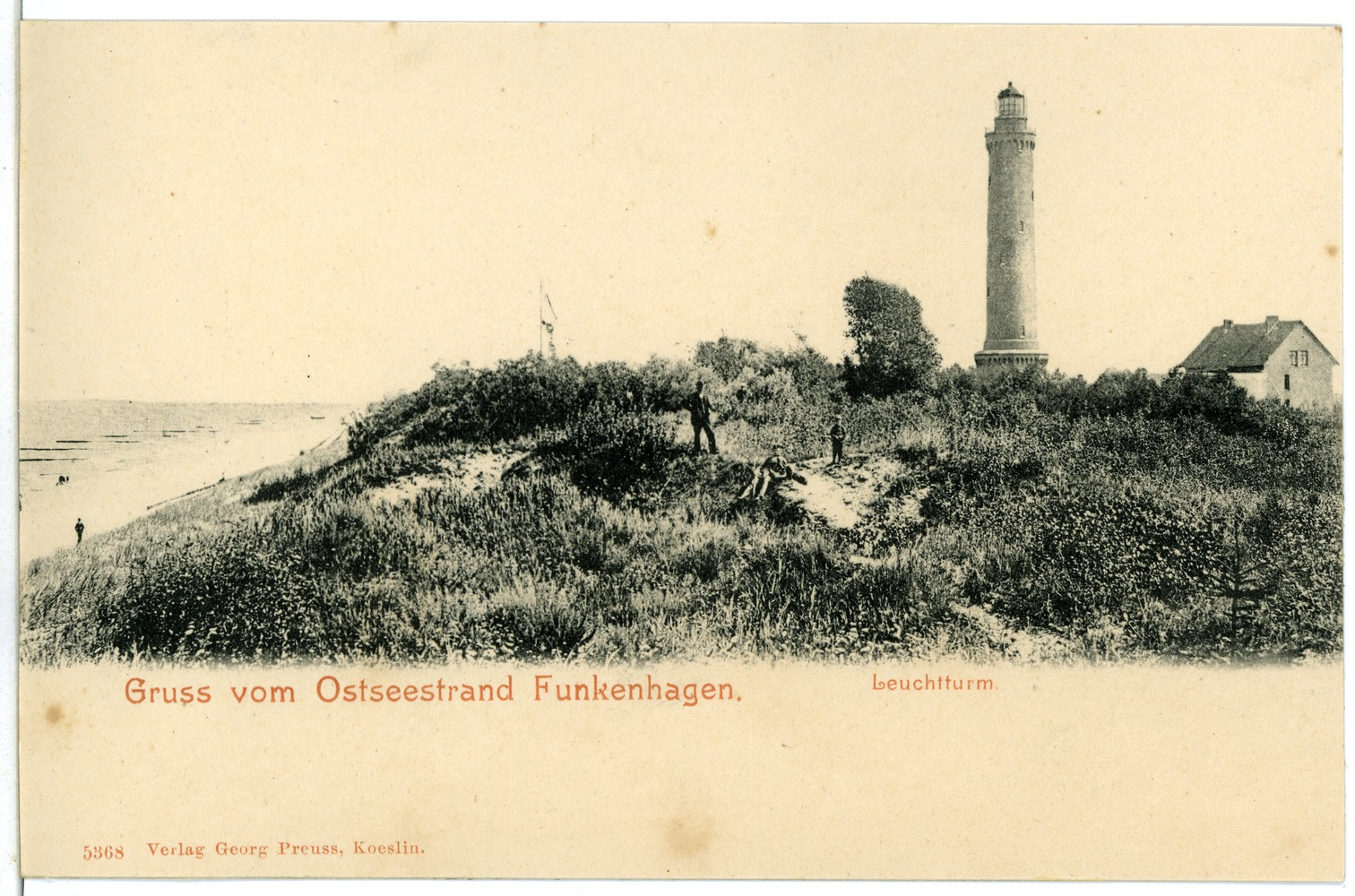
Pohlednice 1904
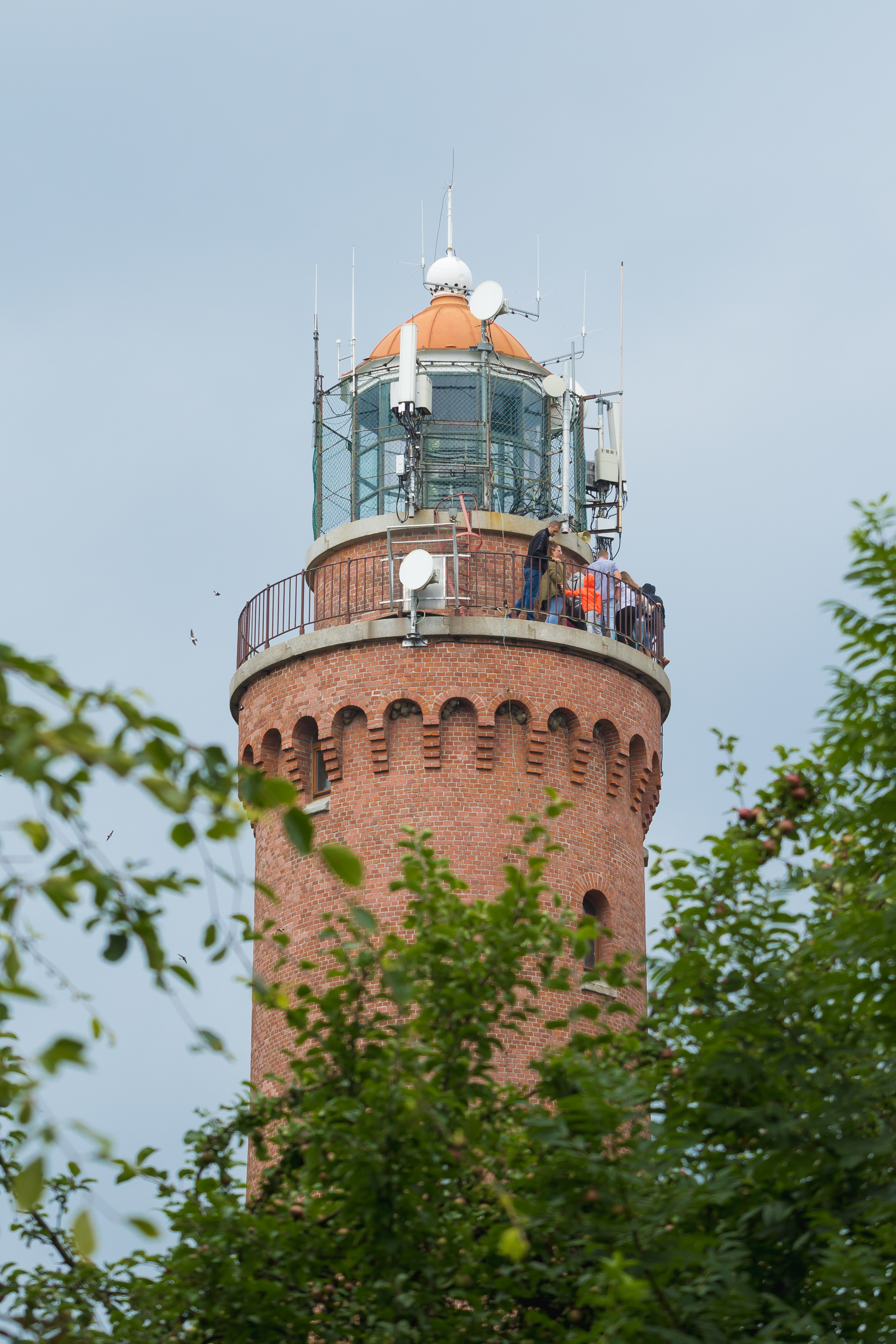
Ochoz a lucerna
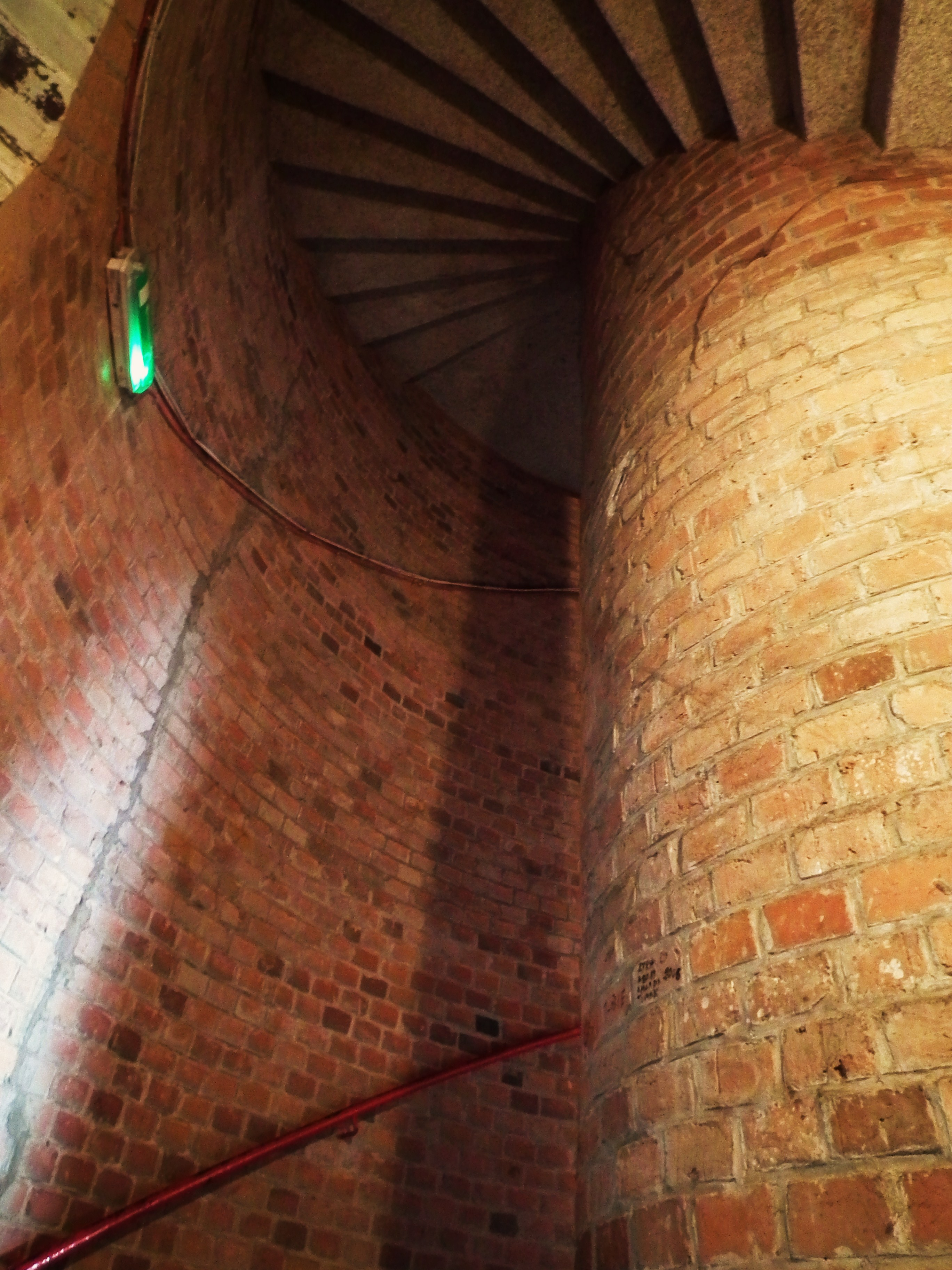
Schody
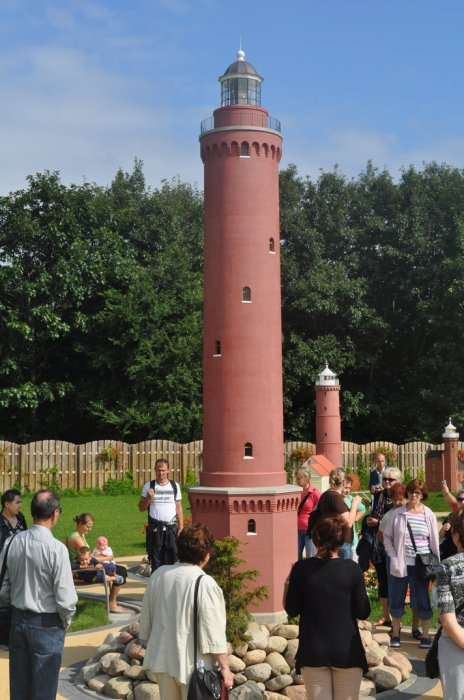
Model majáku v Parku miniatur, Niechorze